# The Cult Is Alive
The Cult is Alive is het twaalfde album van de Noorse blackmetalband Darkthrone.
Het album getuigt van een grotere koerswijziging in de stijl van de band sinds de eerste grote sprong van deathmetal naar black metal. In dit album is een grotere crust punk invloed te zien dan ooit tevoren. Hoewel de blackmetalroots in The Cult Is Alive nog duidelijk aanwezig zijn is de verschuiving weg van genres typische geluid prominenter in dit album dan de voorgaande. Fenriz' commentaar op de stijl van het album is: "Noem het black metal of 'evil rock', dat zielt me niet...".

## Inhoud
1. The Cult of Goliath – 4:02
2. Too Old, Too Cold – 3:04
3. Atomic Coming – 4:51
4. Graveyard Slut – 4:04
5. Underdogs and Overlords – 4:02
6. Whiskey Funeral – 3:59
7. De underjordiske (Ælia capitolina) (Zij Ondergrondsen)– 3:14
8. Tyster På Gud – 3:09
9. Shut Up – 4:46
10. Forebyggende Krig (Preventieve Oorlog) – 3:41